# Juan Manuel Prieto
Juan Manuel Prieto Velasco (Madrid, España, 30 de junio de 1971) es un exfutbolista español que se desempeñaba como delantero.

## Clubes
| Club                         | País                | Año                 | Partidos | Goles |
| ---------------------------- | ------------------- | ------------------- | -------- | ----- |
| A. D. Parla                  | España              | 1989-1991           |          |       |
| C. D. Leganés                | España              | 1991-1992           | 36       | 9     |
| C. P. Cacereño               | España              | 1992-1994           | 39       | 23    |
| Levante U. D.                | España              | 1993-1994           | 14       | 5     |
| C. P. Mérida                 | España              | 1994-1996           | 66       | 26    |
| R. C. Celta de Vigo          | España              | 1996-1997           | 15       | 3     |
| Rayo Vallecano               | España              | 1997-1998           | 33       | 12    |
| Real Madrid B                | España              | 1998                | 4        | 0     |
| S. D. Compostela             | España              | 1998-1999           | 27       | 10    |
| C. P. Mérida                 | España              | 1999-2000           | 42       | 14    |
| Universidad Las Palmas C. F. | España              | 2000-2001           | 20       | 2     |
| Elche C. F.                  | España              | 2001-2002           | 0        | 0     |
| Total en su carrera          | Total en su carrera | Total en su carrera | 296      | 104   |